# 関東百貨店協会
関東百貨店協会（かんとうひゃっかてんきょうかい）は、かつて存在した日本百貨店協会の地区協会。関東地区の百貨店が加盟していた業界団体（任意団体）で、日本百貨店協会を上位団体としていた。
関東地方の百貨店業の健全な発達を図り、もって消費者の利益に寄与することを目的としていた。

## 概要
かつて日本百貨店協会には、地区ブロックごとの「地区協会」と、戦前に六大都市と呼ばれた都市（東京、横浜、名古屋、京都、大阪、神戸）ごとに「都市百貨店協会」があった。しかし加盟店数の減少などから、運営の無駄を省くため時間をかけて統合が進められ、2010年（平成22年）に7地区協会を統合して地方分会とした。各地区協会事務所は閉鎖され、運営は日本百貨店協会本部に一元化されている。

### 範囲
関東地方1都6県および、新潟県、山梨県、長野県、静岡県の百貨店が加盟していた。
日本百貨店協会に加盟する店舗を中心にして構成されるが、東京23区と神奈川県に所在する百貨店は他に各地域の百貨店協会を構成する。歴史的経緯から、東京23区と横浜市の加盟店舗は「都市百貨店」、それ以外の加盟店舗は「地方百貨店」として位置づけられていた。

## 加盟百貨店

### 茨城県
- 水戸京成百貨店（京成百貨店、水戸市）

### 栃木県
- 東武宇都宮百貨店
  - 宇都宮本店（宇都宮市）
  - 大田原店（大田原市）

### 群馬県
- スズラン
  - 前橋本店（前橋市）
  - スズラン　高崎店（高崎市）
- 高崎髙島屋（高崎市）

### 埼玉県
- そごう・西武
  - 西武所沢S.C.（所沢市）
  - そごう大宮店（さいたま市大宮区）
- 高島屋　大宮店（さいたま市大宮区）
- 丸広百貨店
  - 川越店（川越市）
  - アトレマルヒロ（川越市）- 専門店ビル業態
  - 南浦和店（さいたま市南区）
  - 飯能店（飯能市）
  - 入間店（入間市）
  - 上尾店（上尾市）
  - 東松山店（東松山市）
  - 坂戸店（坂戸市）
- 三越伊勢丹　伊勢丹浦和店（さいたま市浦和区）
- 八木橋（熊谷市）

### 千葉県
- そごう・西武　そごう千葉店（千葉市中央区）
- 高島屋　柏店（柏市）
- 東武百貨店　船橋店（船橋市）

### 東京都
23区内の加盟店は、「東京百貨店協会」の項を参照。
- 小田急百貨店　町田店（町田市）
- 京王百貨店　聖蹟桜ヶ丘店（多摩市）
- さいか屋　町田ジョルナ（町田市）
- ジェイアール東日本商業開発　グランデュオ立川（立川市）
- 髙島屋　立川店（立川市）
- 東急百貨店　吉祥寺店（武蔵野市）
- 三越伊勢丹　伊勢丹立川店（立川市）

### 神奈川県
- 小田急百貨店　藤沢店（藤沢市）
- 京急百貨店（横浜市港南区）
- さいか屋
  - 川崎店（川崎市川崎区）
  - 横須賀店（横須賀市）
  - 藤沢店（藤沢市）
- そごう・西武
  - 西武東戸塚S.C.（横浜市戸塚区）
  - そごう横浜店（横浜市西区）
- 高島屋　横浜店（横浜市西区）
- 東急百貨店
  - たまプラーザ店（横浜市青葉区）
  - 日吉東急avenue（横浜市港北区）
- 阪急阪神百貨店　都筑阪急（横浜市都筑区）

### 新潟県
- 新潟三越伊勢丹　新潟伊勢丹（新潟市中央区）

### 長野県
- 井上
  - 松本本店（松本市）
  - アイシティ21店（東筑摩郡山形村） - 全国で唯一、町村部にある「百貨店」である
- ながの東急百貨店（長野市）

### 山梨県
- 岡島（甲府市）

### 静岡県
- 大丸松坂屋百貨店　松坂屋静岡店（静岡市葵区）
- 静岡伊勢丹（静岡市葵区）
- 遠鉄百貨店（浜松市中央区）

### 法人会員
- スズラン　本社（群馬県前橋市）
- ジェイアール東日本商業開発 本社（東京都立川市）

## かつての加盟店

### 茨城県
- 株式会社そごう・西武　西武筑波店（つくば市）

### 栃木県
- 株式会社上野百貨店　宇都宮店（宇都宮市）
- 株式会社上野百貨店　大田原市（大田原市）
- 株式会社西武百貨店　宇都宮店（宇都宮市）
- 株式会社ロビンソン百貨店　宇都宮店（宇都宮市）

### 群馬県
- 株式会社伊勢丹　高崎店（高崎市）

### 埼玉県
- 株式会社西武百貨店　大宮店（さいたま市大宮区）
- 株式会社大丸松坂屋百貨店　大丸浦和パルコ店（さいたま市浦和区）
- 株式会社そごう・西武　西武春日部店（春日部市）
- 株式会社そごう・西武　そごう川口店（川口市）

### 千葉県
- 株式会社木更津そごう（木更津市）
- 株式会社髙島屋　津田沼店（習志野市）
- 株式会社船橋そごう（船橋市）
- 株式会社そごう・西武　西武船橋店（船橋市）
- 株式会社松坂屋　市川店（市川市）
- 株式会社茂原そごう（茂原市）
- 株式会社そごう・西武　そごう柏店（柏市）
- 株式会社三越伊勢丹　千葉三越（千葉市中央区）
- 株式会社三越伊勢丹　伊勢丹松戸店（松戸市）

### 東京都
23区内の加盟店は、「東京百貨店協会」の項を参照。
- 株式会社伊勢丹　吉祥寺店（武蔵野市）
- 株式会社伊勢丹　八王子店（八王子市）
- 株式会社近鉄百貨店　東京店（武蔵野市）
- 株式会社八王子大丸（八王子市）
- 株式会社そごう・西武　そごう八王子店（八王子市）
- 株式会社多摩そごう（多摩市） - のちの多摩センター三越、現在のココリア多摩センター
- 株式会社東急百貨店　町田店（町田市）
- 株式会社町田大丸（プラザビーミー、町田市）
- 株式会社三越　吉祥寺三越（武蔵野市）- 近鉄跡に出店も数年で閉店。現・ヨドバシ吉祥寺
- 株式会社三越　武蔵村山三越（武蔵村山市）
- 株式会社柚木そごう（八王子市）
- 株式会社三越伊勢丹　伊勢丹府中店（府中市）

### 神奈川県
- 株式会社西武百貨店　川崎店（川崎市川崎区） - ルフロン川崎内。現・ヨドバシカメラマルチメディア川崎
- 株式会社三越　横浜三越（横浜市西区） - 現・ヨドバシ横浜
- 株式会社三越　上大岡三越（横浜市港南区）
- 株式会社よこはま東急百貨店（横浜市西区）
会社・店舗は今もあるが、業態転換により百貨店としての基準を満たさなくなったため退会となった
- 株式会社大丸松坂屋百貨店　大丸ららぽーと横浜店（横浜市都筑区）
- 株式会社東急百貨店　港北東急（横浜市都筑区）
- 株式会社三越伊勢丹　伊勢丹相模原店（相模原市）
- 株式会社そごう・西武　西武小田原店（小田原市）
- 株式会社高島屋　港南台店（横浜市港南区）

### 新潟県
- 株式会社大和　新潟店（新潟市中央区）
2010年6月25日に閉店となり、大和は新潟県から撤退。
- 株式会社大和　長岡店（長岡市）
- 株式会社大和　上越店（上越市）
- 株式会社新潟三越伊勢丹　新潟三越（新潟市中央区）

### 長野県
- 株式会社まるみつ百貨店（諏訪市）
- 株式会社長野そごう（長野市） - 跡地にSBC信越放送が新社屋を建てた

### 静岡県
- 株式会社西武百貨店　静岡店（静岡市葵区）- 現・パルコ静岡店
- 株式会社西武百貨店　浜松店（浜松市中区）
- 株式会社松菱（浜松市中区）- 跡地への大丸進出計画もあったが白紙に
- 株式会社そごう・西武　西武沼津店（沼津市）